# John Micklethwait
John Micklethwait (ur. 1962 w Londynie) – brytyjski dziennikarz.

## Życie i działalność
Micklethwait studiował historię w niezależnej szkole Ampleforth College w Oksfordzie. Przez dwa lata pracował dla banku Chase Manhattan Bank a następnie w 1987 roku rozpoczął pracę w redakcji pisma The Economist gdzie od 2006 roku jest redaktorem naczelnym. Często pojawiał się audycjach telewizyjnych. Jest autorem kilku książek z kolegą redakcyjnym Adrianem Wooldridge'em.

## Wybrane publikacje
książki napisane z Adrian'em Wooldridg'em:
- The Witch Doctors. Making Sense of the Management Gurus
- The Company. A Short History of a Revolutionary Idea
- A Future Perfect. The Challenge and Promise of Globalization
- The Right Nation. Conservative Power in America
- God is Back. How the Global Revival of Faith Is Changing the World

## Tłumaczenia na język polski
- (z Adrianem Wooldridge'em) Szamani zarządzania, Poznań 2000, s. 387, seria Antropos, ISBN 83-7150-706-2
- (z Adrianem Wooldridge'em) Czas przyszły doskonały. Wyzwania i ukryte obietnice globalizacji, Poznań 2003, s. 551, seria Antropos, ISBN 83-7298-225-2